# Where Did You Sleep Last Night
«Where Did You Sleep Last Night», también conocida como «In the Pines», «Hey Girl» y «My Girl», es una canción estadounidense de folk que data aproximadamente de los años 1870, y se cree que es del sur de los Apalaches. La identidad del autor de la canción es desconocida. Ha sido interpretada por muchos artistas, entre los que destacan: Leadbelly (1944), Bob Dylan (1961), The Grateful Dead (1966), Mark Lanegan (1990), Nirvana y Dolly Parton (1994), Demian Band (2024) y la versión en castellano de Los Tres (2010).

## Historia temprana
Como un sinnúmero de otras canciones folk, "Where Did You Sleep Last Night" pasó por varias generaciones y localidades gracias a su difusión pasada de boca en boca. La primera versión impresa de la canción, compilada por Cecil Sharp, apareció en 1917, y estaba limitada a cuatro líneas y una melodía. En 1925, una versión de la canción fue grabada en un cilindro de fonógrafo por un coleccionista de folk, y al empezar el año siguiente, grabaciones comerciales de la canción fueron interpretadas por varias bandas rurales.

## Interpretaciones
La canción ha sido interpretada por muchos artistas, entre los que destacan: Leadbelly (1944), Bob Dylan (1961), The Grateful Dead (1966), Mark Lanegan (1990), Nirvana y Dolly Parton (1994) y la versión en castellano de Los Tres (2010). Además fue interpretada por Fantastic Negrito, Bill Monroe The Louvin Brothers, Doc Watson, Pete Seeger, Chet Atkins, Connie Francis, Mariangela Demurtas, Tiny Tim entre otros.   

### Leadbelly
De acuerdo al musicólogo Alan Lomax, el músico estadounidense de folk Leadbelly (nacido Huddie William Ledbetter) aprendió "Where Did You Sleep Last Night" de la versión impresa en 1917, y de la grabación de 1925. Leadbelly ayudó a la popularización de la canción, grabando cerca de media docena de versiones entre 1944 y 1948, más frecuentemente bajo el título "Black Girl" (o "Black Gal"). 
La primera interpretación de Leadbelly, grabada para Musicraft Records en la ciudad de Nueva York en febrero de 1944, es la más familiar de sus interpretaciones.

### Bob Dylan
La canción fue interpretada por el cantante y compositor Bob Dylan el 4 de noviembre de 1961 en el Carnegie Chapter Hall en Nueva York. Dylan volvió a interpretarla el 12 de enero de 1990 en Toad's Place en New Haven, Connecticut.

### The Grateful Dead
La canción fue grabada por la banda de rock The Grateful Dead el 17 de julio de 1966. Aparece como "In The Pines" en el box set de 2001, The Golden Road. Líricamente, su versión representa una variante de la canción llamada "The Longest Train".

### Mark Lanegan
Una versión eléctrica de "Where Did You Sleep Last Night" fue grabada por Mark Lanegan, de la banda de rock The Screaming Trees, en agosto de 1989. Esta versión aparece en su álbum debut como solista de 1990 The Winding Sheet.

### Nirvana
La banda de grunge Nirvana ya tocaba en directo "Where Did You Sleep Last Night" a principios de 90s. 
El cantante autor y guitarrista Kurt Cobain la conoció por su amigo el músico y poeta Mark Lanegan, llegando a tocar la guitarra eléctrica y a cantar a dúo en la versión grabada en su primer álbum en solitario en 1990, The Winding Sheet. Al igual que este, Cobain gritaba en el verso final de la canción.
Cobain recibió buenas críticas por la versión acústica interpretada por el grupo en MTV Unplugged en 1993. Esta versión fue lanzada póstumamente en el álbum MTV Unplugged in New York (siendo elegida para la cara B del sencillo "Pennyroyal Tea") al año siguiente.
Después de oír la versión de Cobain en Unplugged, Lanegan la calificó como "definitiva", y mejor que la suya propia. Curiosamente, la idea original de Cobain era grabarla a dúo con él.
La interpretación de Cobain también fue aclamada por el poeta de la Generación Beat Allen Ginsberg, que la definió como "una versión...de gran calidad artística", y dijo que era "tan buena como la de Leadbelly".
Una demo casera donde sólo aparece Cobain, grabada en 1990, aparece en el box set de 2004, With the Lights Out. Esta versión no presenta el verso final gritado de versiones posteriores, el cual fue dejado como final del disco en la posproducción del mismo (póstumo a la muerte de Cobain); el productor y los compañeros de banda dicen que fue un arduo proceso, ya que parecía que el mismo espíritu de Cobain estuviere en la sala de edición con sus gritos desgarradores. No hay que olvidar que la escenografía del unplugged estaba llena de flores (lirios), algunos creen que este tema, era una suerte de epitafio digno de Nirvana. (fuente 7 ages of rock, BBC)

### Dolly Parton
Una versión en vivo de la canción fue grabada por la cantante de country Dolly Parton en 1994. Ésta aparece como "In The Pines" en álbum en vivo de 1994, Heartsongs: Live From Home.
"Es fácil de tocar, fácil de cantar, tiene grandes armonías y es muy emocional", dijo Parton de la canción, que aprendió de miembros mayores de su familia. "La canción perfecta para gente sencilla".

### Los Tres
La versión del grupo chileno Los Tres, a pesar de no ser tan bien recibida por el público debido a la poca difusión del disco Coliumo en el año 2010, es menester decir que la notoriedad de esta versión es ser la primera versión de la canción en idioma español en Hispanoamérica, dándole por título "Diabla".

## Apariciones

### En películas
- Algunas líneas de la canción son cantadas por Sissy Spacek, interpretando a Loretta Webb/Lynn, en la película de 1980, Coal Miner's Daughter.

- La versión de Leadbelly aparece en la película de horror de 1997, I Know What You Did Last Summer.

### En obras teatrales
- La canción aparece en la obra de 1958 Un sabor a miel, del dramaturgo Británico Shelagh Delaney. Es cantada por uno de los personajes, que reemplaza la línea "black girl" por "black boy".

### En videojuegos
- En la serie de videojuegos The Walking Dead creada por Telltale, la canción aparece en los créditos del segundo capítulo de su segunda temporada.
- La canción aparece en el videojuego FarCry 5. Se puede escuchar siendo interpretada por un NPC junto a una fogata.

## Letra
La primera versión impresa (1917):

Black girl, black girl, don't lie to me
Where did you stay last night?
I stayed in the pines where the sun never shines
And shivered when the cold wind blows.

Versión de Leadbelly

My girl, my girl, don't lie to me
Tell me, where did you sleep last night?
In the pines, in the pines, where the sun don't ever shine
I would shiver the whole night through.

Her husband was a hard-working man
Just about a mile from here
His head was found in the driver's wheel
But his body never was found.

My girl, my girl, where will you go?
I'm going where the cold wind blows
In the pines, in the pines, where the sun don't ever shine
I would shiver the whole night through.

Algunas versiones mencionan un fatal accidente de tren o versos con la línea, "The longest train I ever saw/ Went down the Georgia line"; éstas variantes son algunas veces conocidas por el nombre "The Longest Train":

The Longest train I ever saw
Went down that Georgia line
The engine passed at 6 o'clock
The cab passed by at 9.

In the pines, in the pines, where the sun never shines
And we shiver when the cold wind blows.

I asked my captain for the time of day
He said he throwed his watch away

A long steel rail and a short crosstie
I'm on my way back home.

Little girl, little girl, what have I done
That makes you treat me so?
You caused me to weep, you caused me to moan
You caused me to leave my home.

- Datos: Q921000